# Kukuli Velarde
Kukuli Velarde Barrionuevo (Cusco, 1962) es una artista plástica peruana radicada en Estados Unidos, reconocida internacionalmente por su obra pictórica y escultórica. La artista enuncia "El objetivo de mi trabajo es crear un enlace, entre el pasado y el presente, que refleje la mezcla de estética hoy como lo fue hace 400 años". Su temática aborda representaciones femeninas como revisión de la iconografía colonial, interpretación del arte precolombino peruano y mesoamericano, trasladando su discurso de lo personal hacia lo colectivo. 

## Biografía
Kukuli Velarde Barrionuevo nació en Cuzco, Perú, en 1962. Hija de la periodista y escritora Alfonsina Barrionuevo y del periodista Hernán Velarde. Su acercamiento al arte fue bastante temprano, llegando a ser considerada una niña prodigio. A los tres años hace sus primeros dibujos a lapicero en las carillas de las publicaciones donde sus padres trabajan. En el año 1972, con tan solo 10 años, realiza su primera exhibición individual en la galería del Instituto Cultural Peruano Norteamericano de Lima en la que exhibe sus dibujos que ilustraban las carátulas de los cuadernos de los años 70 y las cajas de plumones Faber-Castell. Un año después, realiza otra muestra individual en la Casa Víctor Delfín. 
A la edad de 18 años, en 1980, ingresa a la carrera de Historia del Arte en la Universidad Nacional Mayor de San Marcos. En 1982, forma parte de la exhibición colectiva Artistas del Cusco en el Museo de Arte de Lima. 
En 1983, viaja a Colombia para realizar una exhibición individual en el Planetario de Santa Fe de Bogotá donde se queda por seis meses para recibir instrucción del artista peruano Armando Villegas. Dos años después, en 1985, viaja a la Ciudad de México donde estudia el posgrado en Artes Plásticas en la Academia de San Carlos de la Universidad Nacional Autónoma de México, donde fue alumna del crítico de arte peruano Juan Acha. 
Realiza un viaje a la ciudad de Nueva York en 1987. Desde entonces se establece en Estados Unidos, primero en Nueva York y posteriormente en Filadelfia. En 1987 recibe una beca de trabajo en el Printmaking Workshop dirigido por Bob Blackburn. En Estados Unidos, sigue el Bachillerato de Artes Plásticas en el Hunter College de la Universidad de la Ciudad de Nueva York, donde se gradúa en 1992 con distinción magna cum laude. 
En 1996, labora como docente en modelado en figura en arcilla en Hunter College de Nueva York y en la Escuela de Diseño de Rhode Island en Providence. 
Kukuli Velarde continúa realizando muestras individuales y colectivas. A lo largo de su carrera ha recibido diversas becas y premios, tales como el Reconocimiento a la libertad de expresión otorgado la Fundación Andy Warhol y la Fundación Rockefeller en 1993. En 2013 participa y obtiene el Primer Premio en VII Bienal Internacional de Cerámica de Gyeonggai en Seúl por su serie Corpus y en el año 2015 recibe la Beca Guggenheim..

## Obra
Kukuli Velarde ha desarrollado su obra escultórica en torno a la re-interpretación de la cerámica precolombina. Su trabajo en la serie Plunder me, Baby (Saquéame, Bebe) destaca por la recuperación de la técnica y elaboración iconográfica del arte cupisnique, nazca, mochica, tiahuanaco como marco para la representación del erotismo femenino en plena provocación social e ideológica. Los títulos de sus obras definen la percepción de la pieza escultórica e invitan al espectador a reflexionar sobre su concepto de arte no occidental y los prejuicios que encierra. Ejemplo: Chuncha Cretina, Mendiga Perra Autóctona, Chola de mierda.
Siendo considerada niña-prodigio desde temprana edad, dejó de pintar por un largo período y retomó la pintura a los 42 años. En su reciente producción podemos encontrar referentes de la Escuela Cusqueña, pintura religiosa barroca, temática del Renacimiento, en una serie de auto-retratos desde su condición femenina, maternal o cultural en constante cuestionamiento de su propia identidad.   
En el campo del videoarte ha realizado Sonqollay (2004) donde aparece en compañía de su hermana Vida Velarde. Se observa a ambas mujeres sentadas y fumando, evocando la costumbre del padre mientras escuchan su voz cantando el tema andino "Sonqollay" en español y en quechua. La cámara fue realizada por el cineasta Jorge Vignati. Un año después, su padre fallece en el Hospital Rebagliati de Lima. Otra creación relacionada con la memoria de Héctor Velarde, según la artista porque "la voz de mi padre siempre se manifiesta" es Noises / Ruidos (2003).

## Becas, premios y reconocimientos
- 1987     Beca Bob Blackburn’s Printmaking Workshop, New York, NY.
- 1992     Beca del Consejo de las Artes de Bronx, New York, NY.
- 1993     Creative Time. Project Underdevelopment in Progress/500 years (Ana Ferrer, Kukuli Velarde.)
- 1993    Reconocimiento a la Libertad de Expresión, Fundación Andy Warhol, Fundación Rockefeller,
- 1993     Fundación Merce Cunningham, etc., MOMA. New York, NY.
- 1996     Artista en residencia, beca de las artes Paula and Edwin Sidman
- 1996     Instituto de Humanidades, Universidad de Míchigan, Ann Arbor, MI
- 1997     Premio en Escultura y beca del Joan Mitchell Foundation. New York, NY.
- 1997-98  Artista en residencia, becada por la Fundación Evelyn Shapiro. Philadelphia, PA.
- 1999     Premio "Window of Opportunity", Leeway Foundation. Philadelphia, PA.
- 2000     Premio Anonymous was a Woman, New York, NY.
- 2003     PEW Fellowship Recipient. Visual Arts. Philadelphia, PA.
- 2003     Beca en Artes Visuales. Consejo de las Artes de Pensilvania. Philadelphia, PA.
- 2009     USA Knight Fellow. Santa Mónica, LA.
- 2011     Premio "Transformation" del Leeway Foundation. Philadelphia, PA.
- 2012     Beca de la Fundación Pollock Krasner. New York, NY.
- 2013     Premio Mayor de la Bienal Internacional de Cerámica Gyeonggi. Icheon, Corea del Sur.
- 2014-15  Beca Franz and Virginia Bader Fund. Washington D. C.
- 2015     Beca John Simon Guggenheim. New York, NY.

## Exposiciones individuales
- 1992    UNDERDEVELOPMENT IN PROGRESS; 500 YEARS. Window installation with Ana Ferrer. Institute of Technology, New York, NY.
- 1993    UNDERDEVELOPMENT IN PROGRESS; 500 YEARS, Instalación junto a Ana Ferrer, Soho 2. New York, NY.
- 1993    New Ceramic Sculpture, Carla Stellweg Gallery, New York, NY.  (Junto a la fotografía de Eugenia Vargas)
- 1995    HOMAGE TO MY HEART, INTAR, New York, NY.
- 1996    HOMAGE TO MY HEART, Museo de Arte, Universidad de Míchigan, Ann Arbor, M.I
- 1998    ISICHAPUITU. John Elder Gallery, New York, NY
- 1998    ISICHAPUITU. Clay Studio, Philadelphia, PA.
- 1998    METAMORPHOSIS. Universidad de Long Island, Long Island, NY.
- 1999    KUKULI VELARDE. De la serie Isichapuitu y Pure Love. Artista invitada en la Bienal Internacional, Lima, Perú.
- 2001    ISICHAPUITU. John Michael Kohler Arts Center. Sheboygan, WI.
- 2007    PLUNDER ME, BABY, work in progress. Garth Clark Gallery. New York, NY.
- 2010    PLUNDER ME, BABY and The Cadavers Series. Barry Friedman, New York, NY.
- 2012    PATRIMONIO. Galería Germán Krüger Espantoso, ICPNA. Lima, Perú.
- 2012    KUKULI VELARDE. Galería Amelie A. Wallace, Universidad Estatal de Nueva York en Old Westbury.
- 2013    PLUNDER ME, BABY. Museo Nerman de Arte Contemporáneo. Ciudad de Kansas, KS.
- 2015    KUKULI VELARDE. Art Lima solo show (Galería Cavin-Morris) Lima, Perú.
- 2016    Kukuli Velarde PLUNDER ME, BABY. Peters Projects Gallery. Santa Fe, Nuevo México.22 CORPUS. Halsey Institute. Charleston, NC.
- 2017    KUKULI VELARDE. AMOCA, Pomona, CA.2022 CORPUS. Colorado Springs Fine Arts Center at Colorado College
- 2017    KUKULI VELARDE. Weatherspoon Art Museum. The University of North Carolina at Greensboro. NC.
- 2018    KUKULI VELARDE/LIANE LANG.James Freeman Gallery. London, UK.
- 2018    The Complicit Eye. Taller Puertorriqueño, Philadelphia, PA
- 2022    CORPUS. South West School of Art. San Antonio, TX.
- 2022    CORPUS. Halsey Institute. Charleston, NC.
- 2022    CORPUS. Colorado Springs Fine Arts Center at Colorado College

≈